# San Jorge (rijeka)
San Jorge je rijeka u Kolumbiji, lijeva pritoka Magdalene.

## Vanjske poveznice
|  | Zajednički poslužitelj ima još gradiva o temi San Jorge (rijeka) |